# DG Flugzeugbau
DG Flugzeugbau je německý výrobce kluzáků se sídlem ve městě Bruchsal, které se nachází poblíž Karlsruhe v Bádensku-Württembersku v Německu.

## Historie
Společnost byla založena v roce 1973 Gerhardem Glaserem a Wilhelmem Dirksem pod názvem Glaser-Dirks Flugzeugbau GmbH. V roce 1978 byla uzavřena dohoda se slovinskou společností Elan o vzájemné spolupráci, což umožnilo zvýšit výrobní kapacity. Dodnes jsou produkovány modely jako například DG model 505, který byl zaveden do výroby právě v této době. Společnost Glaser-Dirks se v roce 1996 dostala do velkých finančních problémů, které byly zapříčiněny proinvestováním velkých částek do neperspektivního vývoje modelu DG-800B. Firma v bankrotu byla prodána Friedelu Weberovi a jeho ženě Evě-Marii Weberové, kteří uzavřeli dohodu s účetním Gerhardem Wolffem a společně podnik dokázali dostat z problémů. Založili novou společnost s názvem DG Flugzeugbau GmbH. Dirks zůstal ředitelem konstruktérů a designérů.
V roce 2000 postavila společnost nový závod ve městě Bruchsal a přesunula se na tamní letiště. V roce 2003 firma, včetně značky a designu letounů, převzala společnost Rolladen Schneider, která patřila mezi největší producenty kluzáků v Německu, ale později byla ve velkých ekonomických potížích a skončila v bankrotu.